# Guararema
Guararema ist eine brasilianische Stadt im Südosten des Bundesstaates São Paulo. Eine Volkszählung aus dem Jahr 2010 ergab eine Einwohnerzahl von 25.844 Menschen. Im Jahr 2018 lebten nach offizieller Schätzung etwa  29.451 Menschen in Guararema. Guararema liegt am Rio Paraíba do Sul.